# Harpagophora diplocrada
Harpagophora diplocrada är en mångfotingart som beskrevs av Carl Graf Attems 1909. Harpagophora diplocrada ingår i släktet Harpagophora och familjen Harpagophoridae. Inga underarter finns listade i Catalogue of Life.